# Jernbanestationer i Københavns og Frederiksberg Kommuner
Jernbanestationer i Københavns og Frederiksberg Kommuner tæller i alt 44 stationer, hvoraf de 38 ligger i Københavns Kommune, mens syv ligger i Frederiksberg Kommune (Grøndal Station ligger på grænsen mellem kommunerne og tæller således med begge steder. Ydermere ligger Hellerup og Hvidovre Stationer på grænsen mellem Københavns Kommune og Gentofte hhv. Hvidovre Kommuner og ansvaret deles således mellem kommunerne.
Københavns Hovedbanegård er, målt på areal, byens største station og stationen med flest fjernforbindelser, men ligger ikke i Indre By, men derimod lidt udenfor, på Vesterbro. I Indre By ligger derimod undergrundsstationen Nørreport Station, der også er knudepunkt for S-tog og fjerntog (og siden 2002 tillige metro), og stationen er den største i Danmark målt på antallet af passagerer.

## Indre By
- Vesterport Station
- Nørreport Station
- Kongens Nytorv Station
- Christianshavn Station
- Marmorkirken Station
- Gammel Strand Station

## Østerbro
- Østerport Station
- Svanemøllen Station
- Ryparken Station
- Hellerup Station (stationen er placeret på grænsen mellem Københavns og Gentofte Kommuner
- Trianglen Station
- Poul Henningsens Plads Station
- Vibenshus Runddel Station

## Nordhavn
- Nordhavn Station
- Orientkaj Station

## Nørrebro
- Nørrebro Station
- Bispebjerg Station
- Skjolds Plads Station
- Nørrebros Runddel Station
- Nuuks Plads Station

## Nordvestkvarteret
- Emdrup Station
- Bispebjerg Station

## Frederiksberg
- Frederiksberg Station
- Forum Station
- Peter Bangs Vej Station
- KB Hallen Station
- Flintholm Station
- Grøndal Station (stationen ligger på grænsen mellem Frederiksberg og Københavns Kommuner)
- Fuglebakken Station
- Lindevang Station
- Fasanvej Station
- Aksel Møllers Have Station
- Frederiksberg Allé Station

## Vanløse
- Vanløse Station
- Grøndal Station (stationen ligger på grænsen mellem Københavns og Frederiksberg Kommuner)
- Jyllingevej Station
- Islev Station

## Brønshøj
- Husum Station

## Valby
- Valby Station
- Langgade Station
- Ålholm Station
- Danshøj Station
- Vigerslev Allé Station
- København Syd Station
- Sjælør Station

## Sydhavn
- Sydhavn Station
- Enghave Brygge Station
- Sluseholmen Station
- Mozarts Plads Station

## Vesterbro
- Københavns Hovedbanegård
- Dybbølsbro Station
- Carlsberg Station
- Enghave Plads Station
- Havneholmen Station

## Amager
- Islands Brygge Station
- DR Byen Station
- Sundby Station
- Bella Center Station
- Ørestad Station
- Vestamager Station
- Amagerbro Station
- Lergravsparken Station
- Øresund Station
- Amager Strand Station
- Femøren Station